# Jean-François Millet de La Mambre
Pour les articles homonymes, voir Millet.
Ne doit pas être confondu avec Jean-François Millet.
Jean-François Millet de La Mambre né le 4 février 1736 à Sedan et mort le 3 décembre 1815 à Mézières (Ardennes), est un député du tiers état aux États généraux de 1789.
Il siège jusqu'à la fin de la session de l'Assemblée nationale constituante le 30 septembre 1791.

## Biographie
Jean-François Millet de La Mambre est né le 4 février 1736 à Sedan,. 
Il est lieutenant général au bailliage de Mohon,.
Le 30 mars 1789,, il est élu député du tiers état du bailliage de Sedan aux États généraux,,,. Il est le second député du tiers état élu dans ce bailliage,.
Il prête le serment du Jeu de paume et fait partie du comité de l'agriculture et du commerce de l'Assemblée nationale constituante,. Il siège jusqu'à la fin de la session de l'Assemblée nationale constituante le 30 septembre 1791.
Il est ensuite conseiller général des Ardennes puis juge au tribunal civil de Charleville, poste qu'il conserve sous le Premier Empire. Il est destitué à la Seconde Restauration et meurt le 3 décembre 1815 à Mézières (Ardennes),.